# Liken i garderoben
Liken i garderoben: Vänsterpartiets (Sveriges kommunistiska parti) förflutna 1917-1989 är en bok av Staffan Skott utgiven 1991 på socialdemokratiska Tiden förlag (ISBN 91-550-3643-0). Boken är en kritisk granskning av vänsterpartiets historia. I boken avhandlas bland annat partiets stöd till Sovjetunionen under Josef Stalin, stödet till Nazityskland under Molotov-Ribbentrop-pakten, liksom kontakterna med de auktoritära kommuniststaterna i Östeuropa ända till Berlinmurens fall 1989.
År 2000 utkom boken i en nyversion med titeln Liken i garderoben lever än. Undanflykternas mästare. Om Vänsterpartiets förflutna 1918-1998 (ISBN 91-89080-44-0), vars första hälft består av Liken i garderoben och den andra halvan av nyskrivet material.